# Antoni Gawryłkiewicz
Antoni Gawryłkiewicz (ur. 1926, zm. 2007) – polski „Sprawiedliwy wśród Narodów Świata”.

## Życiorys

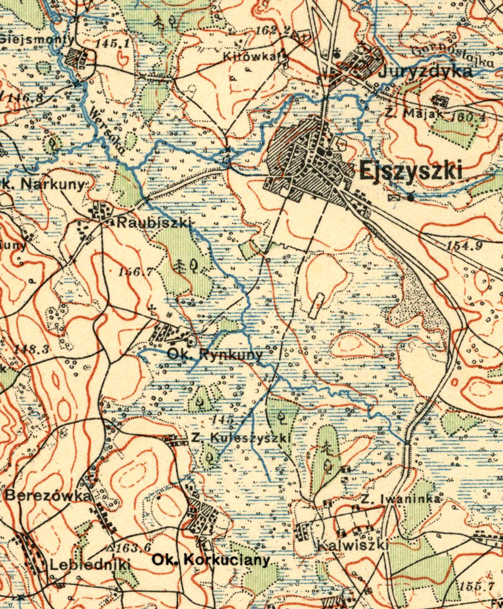
Rejon Ejszyszek i Korkucian (1926 r.). To tam Antoni Gawryłkiewicz pomagał Żydom.

W trakcie II wojny światowej był pasterzem w majątku Korkuciany, nieopodal Ejszyszek w powiecie nowogródzkim. W tamtym okresie, 16 żydowskich mężczyzn, kobiet i dzieci znalazło schronienie w pobliskim majątku Korkuciany, należącym do Kazimierza Korkucia. Byli to: Mosze i Cipora Sonensonowie oraz czwórka ich dzieci w tym Sonia - Yaffa Eliach; czterech członków rodziny Kabaczników – Meir, Shabtai, Miriam i Sara; trzej członkowie rodziny Sołomiańskich – Chaja, Jakub i Muła; Ita Simińska; Sonia Kowarska; i Icchak Lewin. W czasie pobytu na osiedlu Korkuciany uchodźcy mieli kilka wąskich ucieczek i niemal zostali wykryci przez gestapo, które zaalarmowane przez wrogich mieszkańców wsi często napadało na tę okolicę. Gawryłkiewicz każdorazowo alarmował Żydów, informując o nadchodzącym niebezpieczeństwie. Pełnił także funkcję kuriera pomiędzy nimi a działającymi w okolicy partyzantami, zaopatrując ich w żywność i ubrania. Pewnego dnia Gawryłkiewicz i Korkuć zostali aresztowani, lecz mimo brutalnego przesłuchania nie zdradzili przyjaciół i zostali zwolnieni. Za radą Gawryłkiewicza i przy jego aktywnej pomocy uciekinierów przeniesiono do innej kryjówki w pobliskiej wsi. Mimo niebezpieczeństwa Gawryłkiewicz czuwał nad ich bezpieczeństwem aż do wyzwolenia tych terenów w lipcu 1944 r. Dla części Żydów, przygotował wymyślną kryjówkę. Antoni wymyślił, żeby pod jedną z drewnianych chałupek w majątku wykopać schron: rodzaj bunkra z tunelem, prowadzącym do sadu, pod jabłonkę. Przez kilka nocy wybierał ziemię spod domu, tunelem wynosił ją na furmankę, a potem wywoził do stawu. Pod główną izbą domu powstało spore pomieszczenie, około dwunastu metrów kwadratowych z szalunkiem z młodych sosen, od góry chronione grubą, 70-centymetrową warstwą ziemi. Ziemia nie tylko tłumiła wszystkie dźwięki, ale również chroniła życie ukrywających się, gdy Niemcy lub szaulisi urządzali swoją ulubioną zabawę – strzelanie w podłogę. Po wojnie zaś (w 1957 r.), przeniósł się w nowe granice Polski, zamieszkał w okolicy Grodziska Mazowieckiego, później przeprowadził się do Płocka.
Przesłuchującym go litewskim kolaborantom nie zdradził miejsca ukrycia Żydów, za co śmierć poniósł jego ojciec i brat.

Okres II wojny światowej wywarł na nim spore piętno. Jak wspominał po latach jego syn, Janː
Przez wiele lat nie mogłem "rozgryźć" ojca. Nosił w sobie jakąś tajemnicę, nie był wylewny w słowach. Gdy tylko mógł, jeździł na kresy, na dzisiejsze pogranicze białorusko litewskie, do miasteczka Ejszyszki i wioski Korkuciany, wciąż dopytywał się o jednego człowieka, Kazimierza Kurkucia.
4 lipca 1999 r. Instytut Jad Waszem uhonorował Antoniego Gawryłkiewicza medalem „Sprawiedliwy wśród Narodów Świata”.